# Chance double
Chance double (en anglais double chance) est un terme fréquemment utilisé dans le monde des paris sportifs. Il désigne une technique propre aux parieurs, qui consiste à miser sur deux résultats possibles à l’issue de la rencontre. Elle est présente chez la très grande majorité des bookmakers, que ce soit via des paris en ligne ou des paris faits au sein de structures physiques. 
L’exemple d’une rencontre entre l’équipe A et l’équipe B. Ici, 1 désigne la victoire de l’équipe A, 2 désigne la victoire de l’équipe B et N désigne le match nul. Le parieur choisit de miser sur le chance double 1N, c’est-à-dire qu’à l’issue du match, l’équipe A est vainqueur ou bien fait match nul. Le constat : 
- Si l’équipe A gagne : le pari est gagnant
- Si l’équipe B gagne : le pari est perdant
- S'il y a match nul : le pari est gagnant

Ce type de mise est notamment beaucoup utilisé pour les paris sportifs concernant le football, où les matchs nuls sont fréquents. Le pari chance double permet aux joueurs de diminuer le risque, mais en conséquence, la cote sera bien entendu moins élevée que sur un pari classique.
Sur les sites de paris sportifs, le type de pari Chance Double est souvent affiché de la manière suivante :
- 1X (victoire de l'équipe à domicile + match nul)
- 12 (victoire à l'équipe à domicile ou à l'extérieur)
- X2 (match nul ou victoire de l'équipe à l'extérieur)

Il ne faut pas le pari Chance Double avec le pari de type 1X2.